# Jake T. Austin
Jake Tornazo Austin Szymarski (n. 3 decembrie 1994), cunoscut ca Jake T. Austin, este un actor american. Cel mai cunoscut rol al său este Max Russo din serialul marca Disney Channel, Magicienii din Waverly Place.

## Filmografie

### Film
| An(i) | Titlu                           | Rol                              |
| ----- | ------------------------------- | -------------------------------- |
| 2006  | The Ant Bully                   | Nicky (voce)                     |
| 2006  | Everyone's Hero                 | Yankee Irving (voce)             |
| 2009  | Hotel for Dogs                  | Bruce                            |
| 2010  | The Perfect Game                | Angel Macias                     |
| 2011  | Rio                             | Fernando (voce)                  |
| 2011  | New Year's Eve                  | Seth Anderson                    |
| 2013  | Khumba                          | Khumba (voce)                    |
| 2014  | Rio 2                           | Fernando (voce)                  |
| 2014  | Tom Sawyer & Huckleberry Finn   | Huckleberry Finn                 |
| 2014  | Grantham & Rose                 | Grantham Portnoy                 |
| 2016  | Justice League vs. Teen Titans  | Jaime Reyes / Blue Beetle (voce) |
| 2017  | Teen Titans: The Judas Contract | Jaime Reyes / Blue Beetle (voce) |
| 2017  | The Emoji Movie                 | Alex (voce)                      |
| 2017  | The Valley                      | Chris                            |

### Televiziune
| An(i)   | Titlu                                                                      | Rol                      | Note                           |
| ------- | -------------------------------------------------------------------------- | ------------------------ | ------------------------------ |
| 2003    | Late Show with David Letterman                                             | Kid 1679                 | Episodul din 23 decembrie 2003 |
| 2004    | Dora the Explorer                                                          | Diego (voce)             | 3 episoade                     |
| 2005-08 | Go, Diego, Go!                                                             | Diego (voce)             | 56 de episoade                 |
| 2005    | Merry F#%$in' Christmas                                                    | diverse personaje (voce) | film special de televiziune    |
| 2007    | Johnny Kapahala: Din nou în acțiune (Johnny Kapahala: Back on Board)       | Chris                    | film de televiziune            |
| 2007-12 | Magicienii din Waverly Place (Wizards of Waverly Place)                    | Max Russo                | rol principal; 94 de episoade  |
| 2008    | Happy Monster Band                                                         | Bluz (voce)              | 10 episoade                    |
| 2009    | Magicienii din Waverly Place: Filmul (Wizards of Waverly Place: The Movie) | Max Russo                | film de televiziune            |
| 2009    | O viață minunată pe punte (The Suite Life on Deck)                         | Max Russo                | un episod                      |
| 2012    | Drop Dead Diva                                                             | Samuel Forman            | un episod                      |
| 2012    | Law & Order: Special Victims Unit                                          | Rob Fisher               | un episod                      |
| 2013    | The Wizards Return: Alex vs. Alex                                          | Max Russo                | film special de televiziune    |
| 2013-15 | The Fosters                                                                | Jesus Foster             | rol principal; 41 de episoade  |
| 2016    | Dancing with the Stars                                                     | el însuși                | concurent în sezonul 23        |
| 2017    | Justice League Action                                                      | Blue Beetle              | două episoade                  |